# Andrena nasipolita
Andrena nasipolita är en biart som beskrevs av Embrik Strand 1913. Andrena nasipolita ingår i släktet sandbin, och familjen grävbin. Inga underarter finns listade i Catalogue of Life.